# Stictomantis cinctipes
Stictomantis cinctipes är en bönsyrseart som beskrevs av Werner 1916. Stictomantis cinctipes ingår i släktet Stictomantis och familjen Mantidae. Inga underarter finns listade i Catalogue of Life.